# Estadio Al-Hilal
El Estadio Al-Hilal (en árabe: إستاد الهلال) es un recinto deportivo de usos múltiples, ubicado en la ciudad de Omdurmán, en el país africano de Sudán. Se utiliza sobre todo para los partidos de fútbol. Es el estadio oficial y sede del club de fútbol Al-Hilal Omdurmán, y tiene una capacidad para albergar a unos 35.000 espectadores.
En la celebración de apertura, llevada a cabo el viernes 26 de enero de 1968, Al- Hilal jugó contra el equipo nacional de fútbol de Ghana, que estaba visitando el país. El partido terminó con un empate 1-1. 
El estadio está ubicado cerca de otro de mayor tamaño, el Estadio Al Merreikh, perteneciente al club homónimo. 